# Bad Blood 2024
Bad Blood 2024 was een  professioneel worstel-pay-per-viewevenement dat georganiseerd werd  door World Wrestling Entertainment (WWE). Dit evenement   vond plaats in het  State Farm Arena  , Atlanta , Georgia op 5 oktober 2024.

## Productie

### Achtergrond
Bad Blood is een professioneel worstel-evenement geproduceerd door de Amerikaanse promotie WWE. Het werd voor het eerst gehouden als het 18e In Your House pay-per-view (PPV) evenement op 5 oktober 1997. Na zes jaar keerde Bad Blood terug als een op zichzelf staand PPV-evenement, waarbij zowel de edities van 2003 als 2004 in juni plaatsvonden en exclusief waren voor worstelaars van het Raw-merk. In 2005 werd Bad Blood dubbel vervangen door One Night Stand en Vengeance, die dat jaar beide in juni werden gehouden. Oorspronkelijk zou Bad Blood in juli 2017 worden herleefd, maar deze plannen werden geschrapt ten gunste van een evenement genaamd Great Balls of Fire. Het oorspronkelijke Bad Blood introduceerde ook de Hell in a Cell, een 5 tot 6 meter hoge kooi met een dak die de ring en het ringside gebied omringt, en deze wedstrijd was de hoofdact van alle drie de eerdere evenementen. 

### Verhaallijnen
Het evenement zal wedstrijden bevatten die voortkomen uit gescripte verhaallijnen. De uitslagen worden van tevoren bepaald door de schrijvers van WWE voor de Raw- en SmackDown-merken, terwijl de verhaallijnen worden ontwikkeld op WWE's wekelijkse tv-shows, Monday Night Raw en Friday Night SmackDown.
Liv Morgan vs Rhea Ripley & Finn Balor vs. Damian Priest'
Tijdens Summerslam versloeg  Liv Morgan Rhea Ripley om het WWE Women's World Championship te behouden na schijnbaar per ongeluk ingrijpen van Ripley's schermliefde en Judgment Day-stalgenoot, "Dirty" Dominik Mysterio. Na de wedstrijd keerde Mysterio zich echter tegen Ripley en kuste Morgan, wat hun samenwerking beëindigde. Later die avond verloor mede-Judgment Day-lid Damian Priest het World Heavyweight Championship na verraad door stalgenoot Finn Bálor. Vervolgens sloot Bálor Priest en Ripley uit de groep, met de nieuwe samenstelling bestaande uit Bálor, Mysterio, Morgan, JD McDonagh en Carlito. Een mixed tag team-wedstrijd tussen The Terror Twins (Priest en Ripley) en Judgment Day (Mysterio en Morgan) vond daarna plaats op WWE Bash in Berlin, waarbij The Terror Twins wonnen met Ripley die Morgan pinte, ondanks inmenging van de rest van The Judgment Day. In de volgende aflevering van Raw viel Morgan Ripley aan en verwondde haar been, terwijl Priest en Jey Uso samenwerkten om The Judgment Day (Bálor en McDonagh) te verslaan. De week daarop werd aangekondigd dat Morgan haar titel zou verdedigen tegen Ripley in een rematch op Bad Blood, terwijl Priest en Bálor ook akkoord gingen met een wedstrijd op het evenement.
CM Punk vs Drew McIntyre 
Op de Royal Rumble elimineerde CM Punk Drew McIntyre in de mannen Royal Rumble-wedstrijd. McIntyre blesseerde echter Punks tricep na een mislukte landing van zijn kenmerkende move, de Future Shock DDT. In de maanden daarna bespotte McIntyre Punk op sociale media vanwege zijn blessure. Punk reageerde door McIntyre het World Heavyweight Championship te kosten tijdens WrestleMania XL in april, op Clash at the Castle: Scotland in McIntyre's thuisland in juni, en tijdens Money in the Bank in McIntyre's cash-in-wedstrijd in juli. Op Summerslam versloeg McIntyre Punk, met Seth "Freakin" Rollins als speciale gastscheidsrechter. Dit leidde tot een rematch tijdens Bash in Berlin, een strap match, die Punk won. Tijdens het hoogtepunt van de wedstrijd haalde Punk de armband terug die McIntyre enkele weken eerder had gestolen, een geschenk voor Punk met de namen van zijn vrouw (AJ Lee) en hond (Larry) erop. In de volgende aflevering van Raw viel McIntyre Punk bruut aan en brak de armband. In de daaropvolgende aflevering beweerde McIntyre dat hij Punks carrière had beëindigd, waarna Raw General Manager Adam Pearce hem liet weten dat hij Punk zou ontmoeten in een Hell in a Cell op Bad Blood.
Nia Jax vs. Bayley of Naomi
Bij King & Queen of the Ring op 25 mei won Nia Jax het Queen of the Ring-toernooi, waarmee ze een wedstrijd voor het WWE Women's Championship  verdiende bij SummerSlam Daar versloeg ze Bayley om de titel te winnen, na inmenging van haar bondgenoot, Tiffany Stratton. Op de aflevering van SmackDown van 30 augustus bemoeide Stratton zich met de titelverdediging van Jax, maar werd tegengehouden door de terugkerende Bayley. Op de aflevering van SmackDown van 13 september liet Jax weten dat ze van SmackDown General Manager Nick Aldis had gehoord dat ze haar titel zou verdedigen bij Bad Blood. Bayley verscheen en zei dat ze een rematch wilde. Naomi verscheen vervolgens en eiste ook een titelwedstrijd. Jax stelde toen een tag team-wedstrijd voor tussen haarzelf en Stratton tegen Bayley en Naomi voor de week erop, met twee voorwaarden. Als Bayley en Naomi winnen, zou de vrouw die de pinfall maakt, het bij Bad Blood opnemen tegen Jax voor de titel. Maar als Jax en Stratton winnen, zou de vrouw die gepind wordt, permanent SmackDown moeten verlaten. Dit voorstel werd door Bayley en Naomi geaccepteerd. De wedstrijd werd gewonnen door  Bayley en  Naomi omdat zij beide tegelijkertijd Jax Pinde. "Later die avond plande Aldis een wedstrijd tussen Bayley en Naomi voor de volgende week, waarbij de winnaar het tegen Jax zou opnemen voor de titel op Bad Blood
Cody Rhodes & Roman Reigns vs. The bloodline (Solo Sikoa & Jacob Fatu)
Op de tweede nacht van WrestleMania XL op 7 april versloeg Cody Rhodes Roman Reigns om het Undisputed WWE Championship te winnen in een Bloodline Rules-wedstrijd, waarmee hij een einde maakte aan Reigns' historische titelreign van 1.316 dagen. Na het evenement nam Reigns een lange pauze, terwijl Solo Sikoa zichzelf benoemde tot de nieuwe leider van The Bloodline. Hij verwijderde Jimmy Uso en manager Paul Heyman uit de groep en voegde Tama Tonga, Tonga Loa en Jacob Fatu toe. Sikoa begon zichzelf ook de nieuwe Tribal Chief te noemen. Rhodes begon vervolgens een vete met The Bloodline. Bij SummerSlam versloeg Rhodes Sikoa in een Bloodline Rules-wedstrijd om de titel te behouden, na inmenging van de teruggekeerde Reigns. Op de aflevering van SmackDown van 13 september verdedigde Rhodes opnieuw succesvol zijn titel tegen Sikoa, dit keer in een steel cage-wedstrijd. Rhodes werd na de wedstrijd aangevallen door The Bloodline, voordat Reigns naar buiten kwam om hem te redden. Later die avond stelde Sikoa een tag team-wedstrijd voor tussen hemzelf en Fatu tegen Rhodes en Reigns bij Bad Blood. Rhodes weigerde aanvankelijk en verklaarde dat zijn vete met The Bloodline voorbij was. Reigns richtte zich ook tot de fans en verklaarde dat hij de oorspronkelijke en enige Tribal Chief was. Rhodes verscheen toen, waarbij hij leek te hinten op een rematch tussen hem en Reigns, maar ze werden beiden aangevallen door The Bloodline. Rhodes en Reigns ondertekenden daarna het contract, waardoor de tag team-wedstrijd officieel werd gemaakt voor Bad Blood in Rhodes' thuisstad Atlanta.

## Face/Heel turns
De volgende superstar(s) werden Face & Heel tijdens dit evnement
| Superstar   | Status voor het evenement | status na het evenement |
| ----------- | ------------------------- | ----------------------- |
| Jimmy Uso   | Heel                      | Face                    |
| Kevin Owens | Face                      | Heel                    |

## Resultaten
De onderstaande wedstrijden zijn  bevestigd middels een bronvermelding.
| # | Wedstrijd                                                               | Winnaar(s)                                                  | Opmerkingen                                                    | Bron  |
| - | ----------------------------------------------------------------------- | ----------------------------------------------------------- | -------------------------------------------------------------- | ----- |
| 1 | Liv Morgan (c) (met "Dirty" Dominik Mysterio) vs. Rhea Ripley           | Rhea Ripley (wint door DSQ , Liv morgan blijft de kampioen) | Een tegen een wedstrijd om het WWE Women's World Championship. | [ 3 ] |
| 2 | Damian Priest vs. Finn Bálor                                            | Damian Priest                                               | Een tegen een wedstrijd                                        | [ 4 ] |
| 3 | CM Punk vs. Drew McIntyre                                               | CM Punk                                                     | Hell in a Cell Wedstrijd                                       | [ 5 ] |
| 4 | Nia Jax vs. Bayley                                                      | Nia Jax                                                     | Een tegen een wedstrijd om het WWE Women's Championship.       | [ 6 ] |
| 5 | Cody Rhodes & Roman Reigns vs. The Bloodline (Solo Sikoa en Jacob Fatu) | Cody Rhodes & Roman Reigns                                  | Tag team wedstrijd.                                            | [ 7 ] |